# Дёма (Пермский край)
Дёма — деревня в Кочёвском районе Пермского края. Входит в состав Кочёвского сельского поселения. Располагается западнее районного центра, села Кочёво. Расстояние до районного центра составляет 21 км. По данным Всероссийской переписи населения 2010 года, в деревне проживало 17 человек (10 мужчин и 7 женщин).

## История
По данным на 1 июля 1963 года, в деревне проживало 57 человек. Населённый пункт входил в состав Воробьёвского сельсовета.